# L'ape e il comunista
L'ape e il comunista è un testo di teoria e prassi marxista scritto da un gruppo di brigatisti rossi detenuti, sotto la guida di Renato Curcio.
Il saggio venne scritto collettivamente, per quanto Curcio, l'ideologo principale del gruppo ne sia ritenuto il maggior ispiratore, dopo il rapimento e l'uccisione di Moro, quando si stava allargando il divario tra le posizioni dei componenti del primo nucleo storico brigatista, quasi tutti incarcerati secondo le modalità dell'articolo 90 e le colonne brigatiste che agivano in clandestinità, e le cui linee guida erano indicate da Moretti.
Secondo Casamassima il testo fu scritto principalmente da Curcio e Franceschini, e diffuso per appoggiare, all'interno dell'area brigatista, la nascita del Partito guerriglia di Senzani ancora in libertà

## Pubblicazione
Il saggio di 287 pagine uscì a fine dicembre 1980 come numero speciale della rivista bimestrale Corrispondenza internazionale, con la firma collettiva di "Collettivo prigionieri comunisti delle Brigate Rosse".
Il testo ebbe immediatamente una vasta diffusione tra i militanti politici di sinistra, e la prima edizione venne esaurita in poche settimane, a questa ne seguì una ristampa, ma la sua diffusione venne bloccata dall'autorità giudiziaria, e tutta la redazione della rivista fu arrestata venendo accusata dei reati di pubblica istigazione a delinquere, disobbedienza e apologia di reato o sovversiva. Giudiziariamente la vicenda terminò in un processo conclusosi con l'assoluzione degli imputati, tuttavia con queste vicissitudini il libro non fu più ristampata e divenne quasi del tutto irreperibile.
L'indagine giudiziaria venne svolta velocemente, e con colpi di scena, tra cui l'arresto il 13 febbraio di due avvocati, militanti in Soccorso Rosso, Eduardo Di Giovanni e Giovanna Lombardi
Il processo si svolse col rito direttissimo e il 5 marzo 1981 il tribunale emise la sentenza di piena assoluzione per tutti gli imputati in quanto Il delitto di pubblica istigazione ed apologia di cui all'art. 303 cod. pen. (che deve essere classificato come reato di pura con dotta, di pericolo concreto e per il quale è sufficiente la sussistenza del dolo generico) non sussiste nell'ipotesi di pubblicazione, in una rivista, di documenti a contenuto eversivo, preceduti da una breve prefazione, a firma dei componenti la redazione, nella quale si precisi che detto materiale viene pubblicato al fine di arricchire, attraverso l'informazione più vasta possibile, la conoscenza dei termini del dibattito internazionale nel merito dei problemi proposti (fattispecie relativa alla pubblicazione de « L'ape e il comunista », quaderno speciale della rivista « Corrispondenza internazionale », contenente la risoluzione della direzione strategica della banda armata « Brigate rosse »
La rivista Corrispondenza internazionale aveva già pubblicato, nel numero doppio XIV-XV (Maggio-Settembre), uscito a luglio 1980 cinque scritti di brigatisti detenuti, per un totale di 34 pagine, raccolti sotto il titolo "Contributi teorici di prigionieri politici", preceduti da una prefazione, di cui tre firmati come "Collettivo prigionieri comunisti delle Brigate Rosse" (di questi due bilingue: uno italiano/inglese e l'altro italiano/francese), uno come indicato inviato da militanti dal carcere e il comunicato n. 4 letto nel tribunale dell'Aquila il 30 giugno 1980, meno teorico, che ha per titolo gli slogan "Annientare gli infami traditori!", "Consolidare il programma di transizione al comunismo!", "Costruire ovunque il potere rosso!" e conclude con la revoca degli avvocati difensori da parte degli imputati biondi Rosaria e Valentino Nicola. 
È stato infine ristampato dopo 33 anni, a cura del "Gruppo di studio Resistenze Metropolitane", per le edizioni Pgreco, con l'aggiunta come sottotitolo Il più importante documento teorico scritto dalle Brigate Rosse, in una ristampa anastatica che ha lasciato l'originale intonso e preceduto da una intervista a Carmine Fiorillo, il direttore di Corrispondenza internazionale che lo pubblicò e che venne processato assieme ad altri collaboratori della rivista.